# Escorxador municipal d'Amposta
L'escorxador municipal d'Amposta és un edifici d'Amposta, inclòs a l'Inventari del Patrimoni Arquitectònic de Catalunya.

## Descripció
L'edifici és de planta rectangular irregular per al recinte, rectangular de creu compost per a l'edifici principal i rectangular per al petit edifici longitudinal del darrere.
L'edifici de l'escorxador està situat al mig del recinte, i es compon d'un cos central amb planta baixa i dos o tres pisos i teulada a quatre vessants, que per davant i per darrere té dos apèndixs que sobresurten, mentre que pels laterals té dos llargs braços que arriben fins al límit marcat per la tàpia i la nau industrial de la dreta. Els elements més notables són les finestres amb arcs peraltats i les pedres cantoneres de la major part dels cossos centrals. El recinte es troba a la cantonada d'una illa, limitat pel costat dret per unes naus industrials. A la part davantera té una tanca d'obra amb dues portes.

## Història
Construït el 1924 per substituir l'antic escorxador, enderrocat per construir el pont penjant. Actualment alberga l'oficina municipal de turisme.